# Кази (род)
Кази (лат. Trachypithecus) — род обезьян из семейства мартышковые, включает 17 видов. Ареал разделён на две части: одна часть — Юго-Восточная Азия (северо-восток Индии, юг Китая, Борнео, Таиланд, Ява и Бали), другая часть — юг Индии и Шри-Ланка.

## Описание
Телосложение достаточно субтильное, хвост длинный. Цвет шерсти варьируется от чёрного до апельсинового. Руки короткие по сравнению с ногами. Ладони и ступни безволосые. В длину от 40 до 80 см, масса от 5 до 15 кг. Самцы крупнее самок.

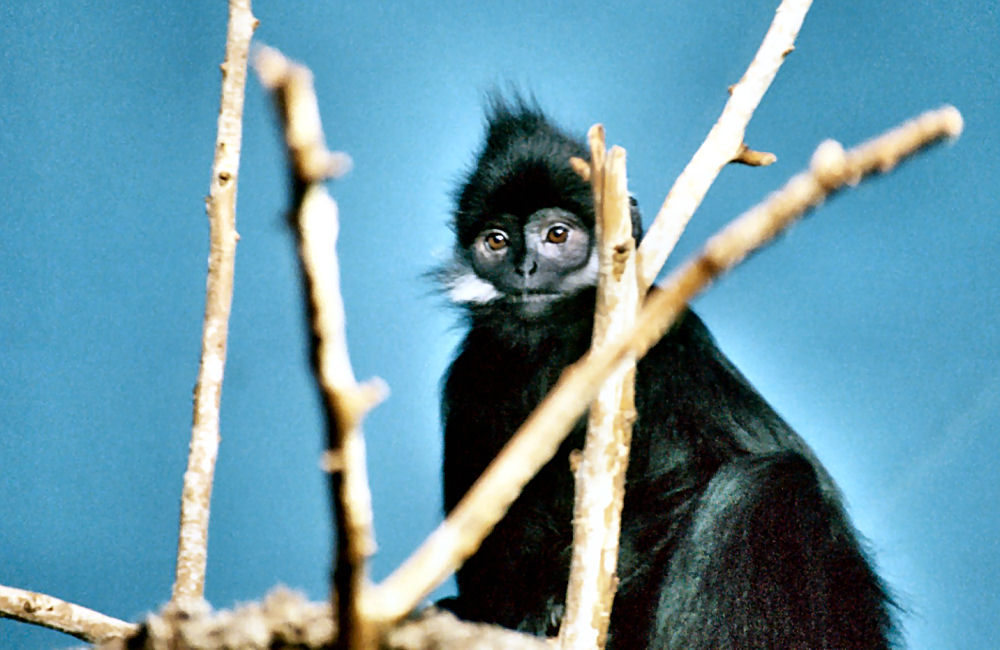
Тонкинский гульман (Trachypithecus francoisi)

## Поведение
Живут в лесах, чаще в дождевых, однако встречаются и в изолированных горных лесах. Большую часть времени проводят на деревьях, в поисках пищи перепрыгивая с ветки на ветку. Дневные животные, более всего активны ранним утром и после полудня.
Живут группами от 5 до 20 животных, состоящих из самца, нескольких самок и их потомства. Если в группе меняется вожак, он зачастую убивает детёнышей старого вожака. Каждая группа защищает свою территорию при помощи громких криков, и, если это не помогает, вступая в драку с другими группами.
Растительноядные животные, рацион включает листья и фрукты.

## Воспроизводство
Беременность длится 7 месяцев, после чего самка приносит одного, редко двух, детёнышей. При рождении детёныши имеют золотисто-жёлтую шерсть. Все самки гарема участвуют в воспитании молодняка, в случае смерти матери о детёныше заботятся другие самки группы. Отлучаются от груди в возрасте после полугода, половая зрелость наступает в возрасте 4—5 лет. Продолжительность жизни около 20 лет.

## Виды
Насчитывают 17 видов кази:
- Краснолицый гульман (Trachypithecus vetulus)
- Капюшонный гульман (Trachypithecus johnii)
- Блестящий гульман (Trachypithecus auratus)
- Гривистый тонкотел (Trachypithecus cristatus)
- Trachypithecus germaini
- Тонкотел Барби (Trachypithecus barbei)
- Очковый тонкотел (Trachypithecus obscurus)
- Trachypithecus phayrei
- Хохлатый тонкотел (Trachypithecus pileatus)
- Trachypithecus shortridgei
- Золотой лангур (Trachypithecus geei)
- Тонкинский гульман (Trachypithecus francoisi)
- Гололобый гульман (Trachypithecus hatinhensis)
- Trachypithecus poliocephalus
- Белолобый гульман (Trachypithecus laotum)
- Белозадый гульман (Trachypithecus delacouri)
- Trachypithecus ebenus

В 2020 году был описано новый вид Trachypithecus popa.